# タチカゼ
タチカゼとは日本の競走馬、種牡馬である。1949年の第16回優駿競走（現・東京優駿）において、23頭立ての19番人気で優勝、八大競走史上最高の単勝配当額を記録する波乱を起こした。

## 経歴

### 優駿競走まで
1948年11月13日にデビューしたタチカゼは、体高165センチメートルという雄大な馬体の持ち主ということもあり、2勝目を挙げ優駿競走への出走権を確保した当初は高い評価を受けていた。ところが、以降に出走した優駿競走までの2戦がともに惨敗という結果に終わり、これに呆れた管理調教師の伊藤勝吉はダービー当日を待たずに京都競馬場の自厩舎に帰ってしまう。これによりタチカゼの評価も大きく下落し、当日は23頭立て19番人気という低評価での参戦となった。伊藤が帰京する際、騎手を務める近藤武夫が「万が一勝ったら、賞金はどうすれば良いか」と訊ねたところ、伊藤は「輸送費以外は好きにしていい。馬と一緒に熱海の温泉にでも入って全部使ってしまえ」と放言したとされている。

### 第16回優駿競走
こうして始まった優駿競走は、想定外の乱戦となった。スタートが切られると、第2コーナーで先頭に立った1番人気の皐月賞優勝馬・トサミドリが人気薄の先行馬たちに競りかけられ暴走、異常なハイペースとなる。向こう正面を過ぎての第3コーナーでは、中団馬群で桜花賞優勝馬・ヤシマドオターを含む3頭が落馬などにより競走中止。しかし後方待機策を取っていたタチカゼはハイペース、落馬のアクシデント双方の影響を受けることなく、最後の直線に向いて失速した先行集団をかわしていき、トサミドリが7着に沈むのを尻目に、12番人気の牝馬・シラオキに半馬身差をつけ優勝した。タチカゼの単勝馬券は72票しか売れておらず、このときの単勝配当55430円・複勝9230円は、東京優駿のみならず八大競走史上最高配当として今なお破られていない。
先に帰京した伊藤は厩舎事務所でタチカゼ優勝の報に接した。伊藤は「ダービー病に罹っている」と言われたほど優駿競走（ダービー）制覇に執心した調教師であったが、これまで幾多の高額馬を購買しながら最高成績は3着であった。そうしたなかで競走前に見放した馬が優勝、悲願達成の瞬間に立ち会えなかったこともあり、まったく喜びを見せず、ただ呆然としていたという。

### 優駿競走以降
タチカゼは優駿競走制覇後も走り続けたが、オープン競走ばかりに4勝と重賞勝ち鞍は挙げられずに終わった。なお、菊花賞では優駿競走後に11連勝を達成したトサミドリの前に4着に敗れているが、引退間際には3連勝を遂げ、最後の競走ではトサミドリを下している。
競走馬引退後は種牡馬となったが、重賞優勝など目立った成績を挙げる産駒は現れず、1965年に心臓麻痺で死亡した。

## 競走成績
※馬齢は旧表記法（数え年）で記述する。
- 3歳時 - 3戦1勝
- 4歳時 - 8戦2勝（優駿競走）
- 5歳時 - 5戦3勝

## 血統表
| タチカゼの血統ブランドフォード系 / White Eagle 4×5 = 9.38%、Lesterlin 4×5 = 9.38%、Desmond 4×5 = 9.38%、Simontault 4×5 = 9.38% | タチカゼの血統ブランドフォード系 / White Eagle 4×5 = 9.38%、Lesterlin 4×5 = 9.38%、Desmond 4×5 = 9.38%、Simontault 4×5 = 9.38% | タチカゼの血統ブランドフォード系 / White Eagle 4×5 = 9.38%、Lesterlin 4×5 = 9.38%、Desmond 4×5 = 9.38%、Simontault 4×5 = 9.38% | （血統表の出典）       | （血統表の出典） |
| 父 * プリメロ Primero 1931 鹿毛                                                                                                | 父の父Blandford 1919 黒鹿毛 | Swynford | John o'Gaunt           | John o'Gaunt     |
| 父 * プリメロ Primero 1931 鹿毛                                                                                                | 父の父Blandford 1919 黒鹿毛 | Swynford | Canterbury Pilgrim     |                  |
| 父 * プリメロ Primero 1931 鹿毛                                                                                                | 父の父Blandford 1919 黒鹿毛 | Blanche | White Eagle            | White Eagle      |
| 父 * プリメロ Primero 1931 鹿毛                                                                                                | 父の父Blandford 1919 黒鹿毛 | Blanche | Black Cherry           |                  |
| 父 * プリメロ Primero 1931 鹿毛                                                                                                | 父の母Athasi 1917 鹿毛 | Farasi | Desmond                | Desmond          |
| 父 * プリメロ Primero 1931 鹿毛                                                                                                | 父の母Athasi 1917 鹿毛 | Farasi | Molly Morgan           |                  |
| 父 * プリメロ Primero 1931 鹿毛                                                                                                | 父の母Athasi 1917 鹿毛 | Athgreany | Galloping Simon        | Galloping Simon  |
| 父 * プリメロ Primero 1931 鹿毛                                                                                                | 父の母Athasi 1917 鹿毛 | Athgreany | Fairyland              |                  |
| 母 第参パプース 1940 黒鹿毛 | 母の父* シアンモア Shian Mor 1924 黒鹿毛                                                                                       | Buchan | Sunstar                | Sunstar          |
| 母 第参パプース 1940 黒鹿毛 | 母の父* シアンモア Shian Mor 1924 黒鹿毛                                                                                       | Buchan | Hamoaze                |                  |
| 母 第参パプース 1940 黒鹿毛 | 母の父* シアンモア Shian Mor 1924 黒鹿毛                                                                                       | Orlass | Orby                   | Orby             |
| 母 第参パプース 1940 黒鹿毛 | 母の父* シアンモア Shian Mor 1924 黒鹿毛                                                                                       | Orlass | Simon Lass             |                  |
| 母 第参パプース 1940 黒鹿毛 | 母の母* パプース Papoose 1928 黒鹿毛                                                                                           | Papyrus | Tracery                | Tracery          |
| 母 第参パプース 1940 黒鹿毛 | 母の母* パプース Papoose 1928 黒鹿毛                                                                                           | Papyrus | Miss Matty             |                  |
| 母 第参パプース 1940 黒鹿毛 | 母の母* パプース Papoose 1928 黒鹿毛                                                                                           | Fluff | Eider                  | Eider            |
| 母 第参パプース 1940 黒鹿毛 | 母の母* パプース Papoose 1928 黒鹿毛                                                                                           | Fluff | Trenton Queen F-No.5-a |                  |